# Werner Väth
Werner Väth (* 9. September 1945 in Mittelsinn; † 19. November 2012 in Berlin) war ein deutscher Politikwissenschaftler und Hochschullehrer.

## Leben

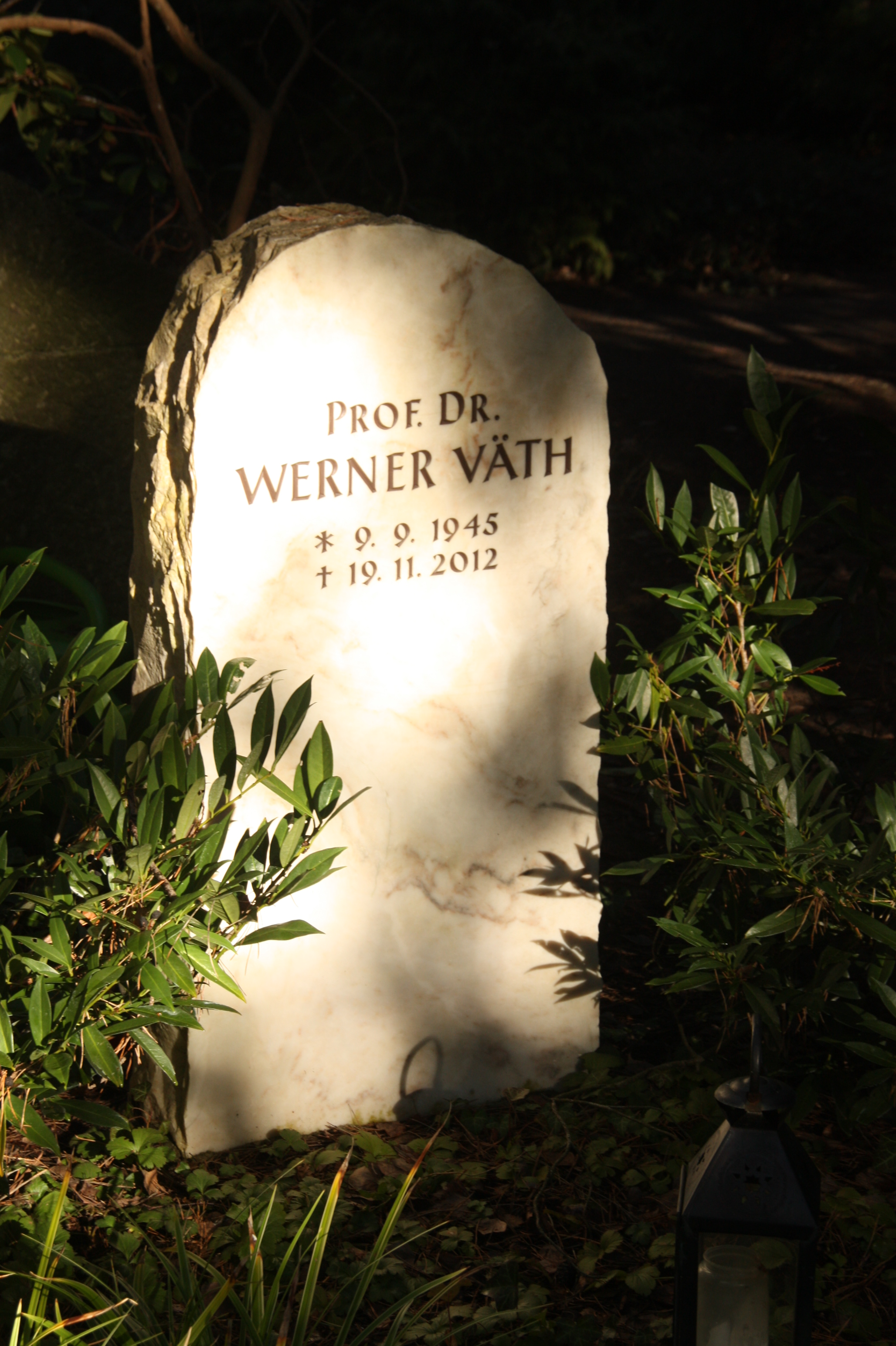
Grab auf dem Waldfriedhof Kleinmachnow

Im unterfränkischen Dorf Mittelsinn als Sohn von Dora, geborene Sachs, und dem Bundesbeamten Karl Väth geboren, erhielt Werner Väth seine Schulbildung bis zum Abitur in Aschaffenburg. Ab 1964 studierte er zunächst Staatswissenschaften und Soziologie an der Universität Wien und von 1965 bis 1969 Politikwissenschaft am Berliner Otto-Suhr-Institut mit Abschluss als Diplom-Politikwissenschaftler. 1976 wurde er an der Universität Konstanz, wo er ab 1970 als Projektmitarbeiter, ab 1973 als Wissenschaftlicher Mitarbeiter und ab 1976 als Wissenschaftlicher Assistent tätig war, zum Dr. rer. soc. promoviert. Nach Lehrstuhlvertretungen kam er 1981 als Professor für Politikwissenschaft an die Freie Universität Berlin. Am Otto-Suhr-Institut vertrat er als Nachfolger Gert von Eynerns das Fachgebiet Ökonomische Grundlagen der Politik und leitete die Arbeitsstelle Politik und Technik. 
Er war 1988/89 Prodekan und Dekan des Fachbereichs Politische Wissenschaft und schließlich von 1990 bis 1999 und erneut ab 2003 mehr als 15 Jahre lang Vizepräsident der Freien Universität. Als Vizepräsident war er für die Sozial- und Geisteswissenschaften verantwortlich, leitete zeitweise den Haushaltsausschuss des Kuratoriums und die Bibliothekskommission, war für Berufungsfragen und Studienangelegenheiten und viele andere Bereiche zuständig.
Ab 1971 war Werner Väth verheiratet mit der promovierten Diplom-Psychologin Roswith Väth, geborene Szusdziara. Er hatte mit ihr zwei Kinder. Sein Grab befindet sich auf dem Waldfriedhof Kleinmachnow.

## Veröffentlichungen (Auswahl)
- als Hrsg. mit Josef Esser und Frieder Naschold: Gesellschaftsplanung in kapitalistischen und sozialistischen Systemen. Birkhäuser Verlag, Basel 1972, ISBN 3-0356-0037-6.
- Raumplanung. Probleme der räumlichen Entwicklung und Raumordnungspolitik in der Bundesrepublik Deutschland. Königstein (Taunus) 1980, ISBN 3-445-01986-X. Zugleich Dissertation.
- mit Josef Esser und Wolfgang Fach: Krisenregulierung: zur politischen Durchsetzung ökonomischer Zwänge. Frankfurt am Main 1983, ISBN 3-518-11176-0.
- als Hrsg.: Political regulation in the “great crisis”. Berlin 1989, ISBN 3-89404-301-6.